# 513년

## 연호
- 남량(南梁) 천감(天監) 12년
- 북위(北魏) 연창(延昌) 2년

## 기년
- 남량(南梁) 무제(武帝) 12년
- 북위(北魏) 선무제(宣武帝) 14년
- 신라(新羅) 지증왕(智證王) 14년
- 고구려(高句麗) 문자명왕(文咨明王) 23년
- 백제(百濟) 무령왕(武寧王) 13년

## 사건
- 백제, 일본에 오경 박사를 보냄

## 사망
- 백제(百濟)의 태자(太子) 순타태자(純陀太子)